# Spelen van de Kleine Staten van Europa 2007
De Spelen van de Kleine Staten van Europa 2007 vormden de twaalfde editie van de Spelen van de Kleine Staten van Europa. Ze werden gehouden van 4 tot en met 9 juni 2007. Het gastland van dienst was Monaco. Het was voor de tweede maal in de geschiedenis dat Monaco gastheer was, na 1987. Het land moest zich niet kandidaat stellen om de Spelen te mogen organiseren, aangezien er voor deze Spelen gebruik wordt gemaakt van een rotatiesysteem, waardoor alle landen even vaak de organisatie op zich nemen.
Er werd om de eer gestreden in twaalf sporten. Het onderdeel tennis werd niet in Monaco, maar in de Franse gemeente Roquebrune-Cap-Martin afgewerkt. De acht stichtende leden namen weer allen deel. Montenegro, dat zich in 2006 afscheurde van Servië en Montenegro, nam niet deel, hoewel het hiervoor wel de toestemming heeft. De Faeröer wilden graag participeren, maar werden niet toegelaten omdat het geen onafhankelijke staat is: het is een onderdeel van Denemarken.

## Programma

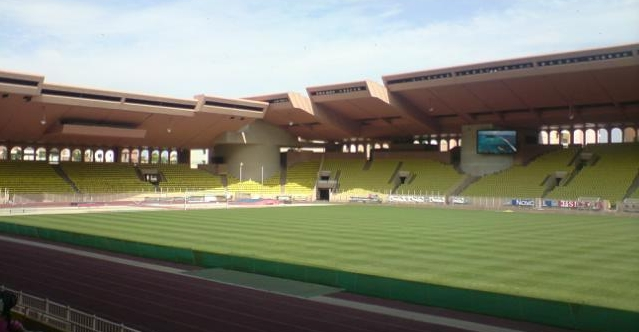
Het Stade Louis II in Fontvieille, waar de openings- en sluitingsceremonie en de onderdelen atletiek, basketbal, tafeltennis en zwemmen werden georganiseerd.

| ● | Openingsceremonie | ● | Wedstrijddagen | ● | Sluitingsceremonie |

| Onderdeel      | 04-06 | 05-06 | 06-06 | 07-06 | 08-06 | 09-06 | Locatie               |
| -------------- | ----- | ----- | ----- | ----- | ----- | ----- | --------------------- |
| Ceremonies     | ●     |       |       |       |       | ●     | Fontvieille           |
| Atletiek       |       | ●     |       | ●     |       | ●     | Fontvieille           |
| Basketbal      |       | ●     | ●     | ●     | ●     | ●     | Fontvieille           |
| Beachvolleybal |       | ●     | ●     | ●     | ●     |       | Monte Carlo           |
| Gymnastiek     |       | ●     | ●     |       | ●     | ●     | Monaco-Ville          |
| Judo           |       | ●     | ●     |       | ●     |       | Monaco-Ville          |
| Petanque       |       |       |       | ●     |       |       | La Condamine          |
| Schietsport    |       | ●     | ●     | ●     | ●     |       | Fontvieille           |
| Tafeltennis    |       | ●     | ●     | ●     | ●     | ●     | Fontvieille           |
| Tennis         |       | ●     | ●     | ●     | ●     | ●     | Roquebrune-Cap-Martin |
| Volleybal      |       | ●     | ●     | ●     | ●     | ●     | La Condamine          |
| Zeilen         |       | ●     | ●     | ●     | ●     |       | Monte Carlo           |
| Zwemmen        |       | ●     | ●     | ●     | ●     |       | Fontvieille           |

## Medaillespiegel
| Plaats | Land          | Goud | Zilver | Brons | Totaal |
| 1      | Cyprus        | 36   | 33     | 24    | 93     |
| 2      | IJsland       | 31   | 23     | 24    | 78     |
| 3      | Luxemburg     | 20   | 25     | 36    | 81     |
| 4      | Monaco        | 19   | 16     | 17    | 52     |
| 5      | Malta         | 4    | 9      | 17    | 30     |
| 6      | Andorra       | 4    | 6      | 7     | 17     |
| 7      | San Marino    | 4    | 6      | 6     | 16     |
| 8      | Liechtenstein | 3    | 5      | 5     | 13     |
| Totaal | Totaal        | 101  | 123    | 136   | 360    |

## Deelnemende landen
Er namen acht landen deelnemen aan deze Spelen van de Kleine Staten van Europa. Montenegro mocht deelnemen, maar deed dit niet.
| - Andorra - Cyprus - IJsland - Liechtenstein | - Luxemburg - Malta - Monaco - San Marino |